# Lijst van Romeinse feestdagen
In deze lijst zijn de feestdagen uit het Romeinse Rijk chronologisch opgenomen. De belangrijkste feestdagen zijn vet weergegeven.
- 5 januari - Vica Pota
- 11 en 15 januari — Carmentalia
- 24 tot 26 januari — Sementivae
- 13 tot 21 februari — Parentalia
- 15 februari — Lupercalia
- 17 februari — Quirinalia
- 1 maart — 
  - Nieuwjaarsdag
  - Matronalia
  - Feriae Marti
  - Ontsteking van het Heilige Vuur
- 14 maart — Equirris
- 15 maart — Anna Perenna
- 16 en 17 maart — Argei
- 16 en 17 maart — Bacchanalia
- 17 maart — Agonium Martiale
- 19 tot 23 maart — Quinquatria
- 30 maart — Salis
- 1 april — Veneralis
- 4 tot 10 april — Megalensia
- 12 tot 19 april — Cerealia
- 15 april — Fordicis
- 15 april — Parilis
- 15 april — Robigalis
- 28 april tot 3 mei — Floralia
- 1 mei — Het festival van Bona Dea
- 9 mei — Lemuralis
- 14 mei — Argei
- 15 mei — Mercuralis
- juni tot 15 juni — Vestalia
- 13 juni — Quinquatrus minusculae
- 20 juni — Summanalis
- 5 juli — Poplifugis
- 6 tot 13 juli — Ludi Apollinares
- 23 juli — Neptunalia
- 25 juli - Furinalia
- 13 augustus — Vertumnalias
- 18 augustus — Vinalia Rustica
- 21 augustus — Consualia
- 23 augustus — Vulcanalia
- 25 augustus — Opiconsivia
- 27 augustus — Volturnalis
- 13 oktober — Fontalis
- 19 oktober — Armilustrium
- 15 november — Feronalis
- 4 december — Het festival van Bona Dea
- 5 december — Faunalis
- 9 december — Opalis
- 17 tot 23 december — Saturnalia
- 23 december — Larentalis
- 25 december — Dies Natalis Solis Invicti